# Ab durch die Mitte – Das schnellste Quiz der Welt
Ab durch die Mitte – Das schnellste Quiz der Welt (kurz: Ab durch die Mitte) war eine deutsche Quizsendung vom Privatsender Sat.1, die in einem geplanten vierwöchigen Testlauf montags bis freitags im Vorabendprogramm des Senders von 18:30 bis 19:15 Uhr ausgestrahlt werden sollte, jedoch nach drei Wochen Testlauf bereits am 20. Juli statt am 27. Juli 2012 beendet wurde. Ab dem 11. August 2012 wurden die restlichen fünf Folgen samstags um 19.15 Uhr ausgestrahlt. Moderiert wurde sie von Daniel Boschmann. Die Zielgruppe der Sendung, die von Endemol produziert wurde, war die Gruppe der 14- bis 49-Jährigen.

## Konzept
Es wird ein Kandidat gewählt, der zehn Gegner vor sich hat. Vor jeder Runde sucht er sich einen neuen Gegner aus. Alle Spieler werden nur kurz mit Vornamen, Wohnort und Beruf vorgestellt.
In einer Runde müssen Kandidat und Gegenspieler immer abwechselnd innerhalb von 20 Sekunden eine Frage beantworten,
die vom Moderator gestellt wird. Die Zeit läuft bereits, wenn die Frage gestellt wird. Schafft es der Gegner nicht, eine Frage im Zeitlimit zu beantworten, fällt er durch eine Falltür und der Kandidat hat einen Gegner weniger.
Danach wird am ehemaligen Platz des Gegners ein Schild aufgedeckt, das anzeigt, wie viel Geld der Kandidat für den besiegten
Gegner bekommt. Die Summe liegt immer zwischen einem und 4.000 Euro. Schafft der Kandidat alle zehn Gegner, bekommt er
50.000 Euro. Doch schafft es der Kandidat nicht, die Frage innerhalb von 20 Sekunden zu beantworten, hat er verloren und der Gegner bekommt das bereits erspielte Geld vom Kandidaten. Der Gewinn liegt also zwischen einem und maximal 50.000 Euro.
Die Fragen sind grob dem Gebiet Allgemeinwissen und Sprichwörter bzw. Redewendungen zuzuordnen. Von der richtigen Antwort werden die Anzahl der Buchstaben vorgegeben. Außerdem sind einige Buchstaben bereits vorgegeben, ähnlich wie bei einem Kreuzworträtsel.
Schieben
Der Kandidat hat insgesamt dreimal die Möglichkeit eine Frage dem Gegner zu überlassen, wenn er die Antwort nicht weiß. Die Gegner haben diese Möglichkeit nicht.
Nach der 6. Runde
Wenn der Kandidat sechs Gegner geschlagen hat, kann er entscheiden, ob er aufhört oder weitermacht. Hört er auf, bekommt er das bereits erspielte Geld und ein neues Spiel mit einem anderen Kandidaten beginnt.

## Produktion und Ausstrahlung
Bei der Programmpräsentation 2012/13 gab Sat.1 bekannt, dass man das Vorabendprogramm ändern wird. Man bestellte zunächst nur 20 Folgen der neuen Quizsendung und 15 Folgen wurden vom 2. Juli bis zum 20. Juli 2012 ausgestrahlt. Am 19. Juli 2012 wurde bekannt, dass man nach nur drei Wochen die Testprogrammierung vorzeitig beendet, weil die Einschaltquoten unter dem Senderschnitt lagen. Am 24. Juli 2012 wurde bekannt, dass man die restlichen fünf Folgen ab dem 11. August 2012 samstags um 19.15 Uhr ausgestrahlt werden und dies passierte auch.

## Rezeption

### Kritik
„«Ab durch die Mitte» hat nur ein wirklich großes Problem: Die mangelnde Abwechslung. Mit nur einem einzigen Spiel auch nur vier Wochen lang überzeugende Einschaltquoten zu verzeichnen, wird eine große Herausforderung darstellen – wenn nicht sogar eine nahezu unlösbare. Generell aber ist es sicher eine der wenigen lobenswerten Produktionen, die Sat.1 in den vergangenen Jahren zur Daytime auf die Zuschauer losließ. Somit sei den Verantwortlichen dieser Sendung vergönnt, einen unerwarteten Erfolg zu landen. Will man wirklich dauerhaft erfolgreich sein, ist mehr Innovation und Abwechslung hinsichtlich der Spiele allerdings unerlässlich.“

### Einschaltquoten
Beim Gesamtpublikum startete die erste Folge am 2. Juli 2012 von Ab durch die Mitte – Das schnellste Quiz der Welt mit 1,27 Millionen Zuschauern, was 7,1 Prozent Marktanteil entspricht, und in der Zielgruppe der 14- bis 49-Jährigen mit 0,43 Millionen Zuschauern, was 7,0 Prozent Marktanteil entspricht. Die Einschaltquoten lagen unter dem Senderschnitt.
| Episoden Nr.                           | Datum                        | Zuschauer   | Zuschauer       | Marktanteil | Marktanteil     |
| Episoden Nr.                           | Datum                        | Gesamt      | 14 bis 49 Jahre | Gesamt      | 14 bis 49 Jahre |
| -------------------------------------- | ---------------------------- | ----------- | --------------- | ----------- | --------------- |
| Staffel 1.1 (Mo–Fr, 18.30 – 19.15 Uhr) |                              |             |                 |             |                 |
| 1                                      | 2. Juli 2012                 | 1,27 Mio.   | 0,43 Mio.       | 7,1 %       | 7,0 %           |
| 2                                      | 3. Juli 2012                 | 1,34 Mio.   | 0,47 Mio.       | 8,1 %       | 8,2 %           |
| 3                                      | 4. Juli 2012                 | 1,22 Mio.   | 0,49 Mio.       | 7,9 %       | 9,2 %           |
| 4                                      | 5. Juli 2012                 | 1,17 Mio.   | 0,36 Mio.       | 7,2 %       | 6,6 %           |
| 5                                      | 6. Juli 2012                 | 1,42 Mio.   | 0,50 Mio.       | 9,4 %       | 9,8 %           |
| 6                                      | 9. Juli 2012                 | 1,39 Mio.   | 0,51 Mio.       | 8,0 %       | 8,5 %           |
| 7                                      | 10. Juli 2012                | 1,32 Mio.   | 0,47 Mio.       | 8,1 %       | 8,5 %           |
| 8                                      | 11. Juli 2012                | 1,24 Mio.   | 0,37 Mio.       | 7,1 %       | 6,2 %           |
| 9                                      | 12. Juli 2012                | 1,33 Mio.   | 0,49 Mio.       | 7,5 %       | 8,6 %           |
| 10                                     | 13. Juli 2012                | 1,36 Mio.   | 0,47 Mio.       | 8,1 %       | 8,5 %           |
| 11                                     | 16. Juli 2012                | 1,54 Mio.   | 0,54 Mio.       | 8,4 %       | 8,8 %           |
| 12                                     | 17. Juli 2012                | 1,31 Mio.   | 0,46 Mio.       | 7,4 %       | 7,9 %           |
| 13                                     | 18. Juli 2012                | 1,14 Mio.   | 0,32 Mio.       | 7,0 %       | 5,9 %           |
| 14                                     | 19. Juli 2012                | 1,25 Mio.   | 0,36 Mio.       | 6,9 %       | 6,0 %           |
| 15                                     | 20. Juli 2012                | 1,21 Mio.   | 0,42 Mio.       | 7,0 %       | 7,3 %           |
| 1 – 15                                 | 2. Juli 2012 - 20. Juli 2012 | ⌀ 1,30 Mio. | ⌀ 0,44 Mio.     | ⌀ 7,7 %     | ⌀ 7,8 %         |
| Staffel 1.2 (Sa, 19.15 – 20.00 Uhr)    |                              |             |                 |             |                 |
| 16                                     | 11. Aug. 2012                | 0,99 Mio.   | 0,30 Mio.       | 6,0 %       | 5,9 %           |
| 17                                     | 18. Aug. 2012                | 1,03 Mio.   | 0,35 Mio.       | 6,8 %       | 7,5 %           |
| 18                                     | 25. Aug. 2012                |             |                 |             |                 |
| 19                                     | 1. Sep. 2012                 | 1,36 Mio.   | 0,51 Mio.       | 7,0 %       | 8,2 %           |
| 20                                     | 8. Sep. 2012                 | 1,31 Mio.   | 0,43 Mio.       | 7,8 %       | 8,0 %           |